# Jurij Jegorov
Jurij Jegorov (russisk: Ю́рий Па́влович Его́ров) (født 25. maj 1920 i Sotji i det Rusland, død 27. februar 1982 i Moskva i Sovjetunionen) var en sovjetisk filminstruktør, manuskriptforfatter og skuespiller.

## Filmografi
- Sag i taiga (Случай в тайге, 1953)[1][2]
- Havet er iskoldt (Море студёное, 1954)
- Oni byli pervymi (Они были первыми, 1956)
- Dobrovoltsy (Добровольцы, 1958)
- Prostaja istorija (Простая история, 1960)
- Komandirovka (Командировка, 1961)
- Veter stranstvij (Ветер странствий, 1978)
- Odnazjdy dvadtsat let spustja (Однажды двадцать лет спустя, 1980)
- Ottsy i dedy (Отцы и деды, 1982)